# 杉本重遠

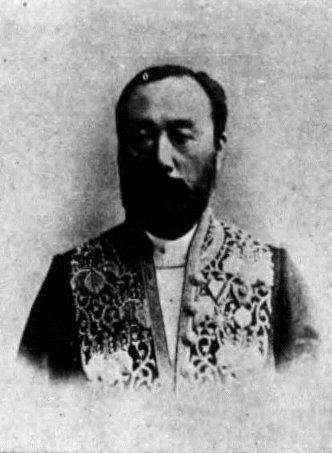
杉本重遠

杉本 重遠（すぎもと しげとお、1846年12月31日（弘化3年11月14日） - 1921年（大正10年））は、幕末の館林藩士、明治期の内務官僚・実業家。大分県知事。

## 略歴
明治維新後、藩権少参事、徳島県書記官、警視庁警務局長、新潟県内務部長などを経て、1897年（明治30年）4月7日に大分県知事に任じられた。
翌1898年（明治31年）6月25日に大分県知事を辞した後は、群馬商業銀行の経営にあたった。

## 栄典
位階
- 1897年（明治30年）5月31日 - 正五位[2]

勲章
- 1897年（明治30年）12月28日 - 勲四等瑞宝章[3]